# Contras
"Contras" (de "contrarrevolucionários") é a denominação genérica dada a vários grupos armados que combateram o governo da Frente Sandinista de Libertação Nacional (FSLN), partido socialista que assumiu o poder na Nicarágua, desde a vitória da Revolução Sandinista e o fim da ditadura de Anastasio Somoza Debayle, em julho de 1979. Embora o movimento incluísse diferentes organizações com objetivos diversos e pouca unidade ideológica, a Força Democrática Nicaraguense (FDN) era a maior dessas facções. Todavia, em maio de 1987, praticamente todas as organizações "Contras" encontravam-se reagrupadas, pelo menos nominalmente, na chamada Resistência Nicaraguense (RN).
Desde a fase inicial da guerrilha, os rebeldes receberam apoio militar e financeiro dos Estados Unidos, especialmente durante a administração de Ronald Reagan, por intermédio da CIA. A princípio, esse apoio era complementado pelo governo da Argentina - na época, uma ditadura militar.
Mesmo depois de 1984, quando o Congresso dos Estados Unidos aprovou a Emenda Boland, que restringia  o apoio dos EUA aos "Contras", esse apoio se manteve, secretamente, durante os dois anos seguintes. Para tanto, foram utilizados recursos obtidos, ilegalmente, mediante a venda de armas ao Irã e, sobretudo, por meio do tráfico de drogas acobertado pela CIA. O assunto foi abordado nos filmes Kill the Messenger, de 2014, e Freeway: Crack in the system, documentário de 2015, sobre o traficante Rick Ross, conhecido como "Freeway". Na época, o escândalo, conhecido como Caso Irã-Contras, teve grande impacto nos Estados Unidos e colocou em risco o segundo mandato do Presidente Ronald Reagan.